# Elektriske jernbaneprojekter i Østjylland
Elektriske jernbaneprojekter var der mange af i Østjylland i starten af 1900-tallet, og "elfeberen" affødte også enkelte projekter i andre landsdele.
Ingen af projekterne blev dog realiseret som elbaner, men nogle blev helt eller delvist anlagt som konventionelle jernbaner. Resten blev droppet efter få år. Aarhus-Randers var det mest sejlivede - det mistede først sin karakter af elbaneprojekt i 1914.

## Fordele og ulemper
Werner von Siemens havde i 1879 præsenteret den første brugbare elektriske bane på en udstilling i Berlin. El-teknologien var i rivende udvikling, storbyerne begyndte at få elektriske sporvogne, og der var store forventninger til fordelene ved eldrevne jernbaner. 
Elektriske jernbaner blev opfattet som et billigt alternativ til de konventionelle dampdrevne jernbaner. Man kunne spare fyrbøderne og undgå de mange timers opvarmning, inden et damplokomotiv var køreklart om morgenen. 
Ellokomotiver kunne accelerere hurtigere, så man kunne reducere køretiden eller have flere standsningssteder - en fordel, der senere også viste sig ved de benzin- og dieseldrevne motorvogne. Ellokomotiverne kunne også klare større stigninger, så man kunne gøre banelinjen mere direkte og dermed kortere. Det kunne kompensere lidt for de større anlægsomkostninger til master, køreledninger m.v.
Det blev præsenteret som en fordel ved de første elbaneprojekter, at jernbanen ville føre elektricitet ud til de små byer og gårdene langs banen, men det blev tværtimod et stort problem, at denne infrastruktur ikke fandtes på forhånd.

## Projekterne
I 1904-06 fremkom følgende projekter med i alt 420 km elbane. Med én undtagelse og visse ændringer kom de med i den store jernbanelov fra 1908, der indeholdt 9 elektriske jernbaner. Den næste store jernbanelov fra 1918 indeholdt ingen elbaner.

### Aarhus-Randers
Ved et møde på Spørring Kro 13. maj 1904 blev der dannet en komite, der skulle arbejde for en elektrisk jernbane mellem Aarhus og Randers. Komiteens formand, gårdejer Peter Nielsen (1853-1921) fra Lisbjerg Terp, kom i Landstinget i 1906 og arbejdede også der ihærdigt for projektet.
Både Aarhus og Randers er omgivet af høje bakker, så den oprindelige bane - Jyllands ældste fra 1862 - går en stor omvej gennem tre ådale via Langå. Her skulle ellokomotivernes evne til at klare større stigninger give mulighed for en mere direkte linjeføring.
I starten ville man på det midterste stykke mellem Lisbjerg Terp og Ølst dele banen i to: en vestlig gren over Ølsted-Trige-Spørring-Ødum-Hadbjerg og en østlig gren over Mejlby-Mygind-Sjellebro. Tilsammen ville det give et banenet på 71 km. Denne deling af banen blev dog opgivet, da tidligere generaldirektør, overingeniør Tegner fra DSB påpegede, at den ville gøre driften meget kompliceret.

### Ølstvad-Hornslet
Da den østlige gren blev opgivet, kom strækningen Sjellebro-Ølst i stedet med i planen om en sidebane fra Ølstvad til Hornslet på Grenaabanen. Den ville få en længde på 21,3 km, som kunne gennemkøres på 45 minutter, og den skulle have 4 stationer (S) og 4 holdepladser (H) undervejs: Brusgård (H), Årslev (H), Clausholm (S), Hørning (S), Sjellebro (S), Lemmer (H), Skørring (H) og Karlby (S).

### Hornslet-Torup Pakhus
Kalø Vigs elektriske Bane skulle give Mols forbindelse til Aarhus via Hornslet, hvor elbanens vogne skulle kobles på Grenaabanens tog. Via fortsættelsen til Ølstvad ville der være god forbindelse til Randers. Banen ville blive 32 km lang og gå via Ugelbølle, Rønde, Feldballe, Agri og Knebel til Torup Pakhus, der ligger ved Knebel Vig og var en af havnene i småskibsfarten på Aarhus Bugt.
Torup-Hornslet var med i den næste store jernbanelov fra 1918 som konventionel bane, men blev ikke realiseret.

### Randers-Viborg
Denne bane skulle gå fra Randers til Fladbro og gennem Nørreådalen til Skjern, hvor den skulle dele sig i en nordlig og en sydlig gren, der samledes igen ved Vejrumbro for at gå via Tapdrup til Viborg. Den sydlige gren skulle evt. gå omkring Bjerringbro på den eksisterende Randers-Viborg bane, der følger Gudenådalen via Langå.
Strækningen Vejrumbro-Viborg blev i 1927 realiseret som konventionel jernbane, idet strækningen indgik i Mariager-Fårup-Viborg Jernbane.

### Silkeborg-Kjellerup-Rødkærsbro-Mammen
Silkeborg-Kjellerup-Rødkærsbro Jernbane var med allerede i den første store jernbanelov fra 1894, men nåede ikke at blive realiseret. I juli 1905 blev den foreslået som en 45 km lang elbane, der skulle fortsætte til Mammen på sydlinjen af elbanen Randers-Viborg.
I 1908-loven var Rødkærsbro-Kjellerup med som konventionel jernbane, der blev realiseret i 1912. Elbanen var i 1908-loven ændret til at gå fra Silkeborg via Ans og Tange (på Langå-Viborg banen) til et ikke defineret punkt på elbanen Randers-Viborg.
Silkeborg-Kjellerup kom med i 1918-loven og blev realiseret som konventionel jernbane i 1924.

### Grenå-Gjerrild-Allingåbro-Sjellebro
Denne bane skulle gå fra Grenaa over Gjerrild-Stenvad-Nørager-Vivild-Ørsted til Allingåbro på Randers-Ryomgård-banen. Herfra skulle den fortsætte til Sjellebro på østgrenen af elbanen Aarhus-Randers (senere sidebanen Ølstvad-Hornslet), men denne forlængelse var droppet i 1908-loven.
1908-loven indeholdt også Ryomgård-Gjerrild-Grenaa Jernbane, som førte dele af dette projekt ud i livet som konventionel jernbane: Stenvad-Gjerrild i 1911 og Gjerrild-Grenaa i 1917. Loven foreskrev derfor også kun, at elbanen skulle gå fra Allingåbro til et punkt på Ryomgård-Gjerrild banen (Laen) - uden at nævne Ørsted, som fik sin egen bane til Holbæk, se nedenfor. Denne bane fra Allingåbro (nu igen over Ørsted) til Vivild, evt. fortsat over Nørager til en station på Ryomgård-Gjerrild banen var med i 1918-loven som konventionel bane.

### Ørsted-Voer
Sidebane fra Ørsted til Voer ved færgen over Randers Fjord. Dette projekt var i 1908-loven vokset til en bane fra Allingåbro over Ørsted til Holbæk, evt. til Udby og evt. med sidebane til Voer.

### Mellerup-Randers
Banen fra Voer skulle evt. fortsætte nord for fjorden fra Mellerup til Randers. Denne bane var med i 1908-loven som selvstændigt punkt, altså ikke kun "evt.".

### Andre landsdele
- Skive-Vestsalling Jernbane var med i 1908-loven som elbane, men blev først realiseret efter at den i 1918-loven var ændret til konventionel jernbane.
- En 17 km lang bane fra Wedellsborg til Aarup på Den fynske hovedbane var det eneste elbane-projekt, der ikke kom med i 1908-loven.
- Banerne på Møn (den 35 km lange hovedbane Møns Klint-Hårbølle samt en sidebane Rødkilde-Storebro) var oprindelig tænkt som en smalsporet elbane, men blev allerede inden optagelsen i 1908-loven ændret til en normalsporet konventionel jernbane.

## Aarhus-Randers elektriske Jernbane
Efter at lovgrundlaget for elbanen Aarhus-Randers var i hus, gjaldt det om at blive enig om projektets detaljer. Udgangspunktet var et projekt fra det svenske firma Asea, som i december 1906 havde inviteret komiteen over og se Sveriges første normalsporede elektriske jernbane Helsingborg–Råå–Ramlösa Järnväg, som Asea netop havde elektrificeret. Asea sendte derefter to ingeniører til Aarhus, hvor de udarbejdede et detaljeret projekt over hovedbanens og sidebanens linjeføring og elforsyning samt det tørvefyrede elværk, som man ville anlægge i Karlby Mose ved Hornslet for at forsyne de to banestrækninger og 66 landsbyer med strøm.
Banen skulle anlægges med skinner på 25 kg/m, hvilket gav mulighed for en topfart på 50 km/t. Gennemsnitsfarten ville blive 32 km/t, idet det ville tage 1½ time at køre hovedstrækningen på 48,3 km. Mindste kurveradius var 200 m. Banen ville få Danmarks hidtil kraftigste stigning på 25 0/00 - til sammenligning er stigningen i Grejsdalen 12 0/00.

### Linjeføring
Banens linjeføring kunne ikke undgå at hænge sammen med finansieringsspørgsmålet. Efter forgæves forsøg på at skaffe dansk, tysk eller fransk finansiering lykkedes det i foråret 1909 at finde en engelsk finansgruppe, der arbejdede sammen med det engelske selskab National Electric Construction Company, som havde anlagt og drevet 5 elektriske sporveje og 6 elværker. Englænderne ville gerne finansiere hovedstrækningen Aarhus-Randers, men mente ikke, at sidebanen til Hornslet og Kaløvig ville blive rentabel, så den blev udsat og dermed reelt opgivet.
Sognekommunerne mellem Aarhus og Randers var stadig så begejstrede for projektet, at de tegnede sig for store garantibeløb, i nogle tilfælde så store, at det næsten ville have fordoblet kommuneskatten, hvis garantibeløbet skulle betales! De to amtsråd i Randers og Aarhus, som skulle godkende garantierne, var mere skeptiske, og sagen blev sat til folkeafstemning i de berørte kommuner. Sammenlagt var 61% for og 39% imod at stille garantierne, men i en enkelt kommune - Todbjerg-Mejlby - var der flertal imod.
I Asea's projekt skulle banen starte på Skolebakken i Aarhus, gå forbi Aarhus Østbanegård og Risskov holdeplads og forlade Grenåbanen ved den nuværende Vestre Strandalle station. Aarhus Byråd ville tegne et stort garantibeløb, men forlangte til gengæld, at banen skulle udgå fra Hammelbanegården ved Mølleengen, hvor kommunen hellere ville have udvikling. Der blev lavet to løsningsforslag, men det var usikkert, om DSB ville flytte Aarhus Hovedbanegård til Mølleengen og dermed få brug for arealerne.
I Randers foreslog Asea, at Strømmen station på Randers-Ryomgård-banen skulle være endestation, så der ikke skulle bygges en ny bro over Gudenåen. Randers Byråd forlangte dog banen ført helt ind til Randers station, men DSB var betænkelig ved, at elbanen skulle køre 12 tog dagligt i hver retning, og ville ikke tillade, at den skulle krydse Randers-Ryomgård-banen i niveau eller benytte Strømmensbro, der førte Ryomgård-banen over Gudenåen.
Det var ikke noget problem at føre elbanen uden om Todbjerg-Mejlby Kommune, så linjeføringen kunne - bortset fra den uafklarede situation ved de to endestationer - gøres endelig med følgende stationer (S) og holdepladser (H): Hammelbanegården i Aarhus, Katrinebjerg (H), Vejlby (S), Terp (H), Lisbjerg (S), Ølsted (S), Trige (S), Thomasminde (S), Spørring (S), Ødum (S), Halling (H), Skader (S), Voldum (H), Nielstrup (H), Hvalløs (H), Ølstvad (S), (Sønder) Borup (H), Haslund (S) og Randers station. Holdepladserne skulle have en beskeden banevogterbolig med venterum.

### Elværket
Der var ikke den samme folkelige opbakning til elværket som til selve banen. 75% af vælgerne var imod og kun 25% for, at sognekommunerne skulle garantere for elværket. Men englænderne var parate til foruden at finansiere banens anlæg at forpagte dens drift og evt. også elværket i 20 år. Der blev lavet et kontraktudkast, som oplandskommunerne var meget begejstrede for, men hverken Aarhus Byråd eller Aarhus Amtsråd turde lade englænderne opføre deres eget elværk, som kunne blive en konkurrent til Aarhus kommunale elværk.
Englænderne var altså henvist til at købe strøm hos Aarhus elværk. De ville forpligte sig til at aftage en meget stor mængde, men forlangte at få prisen ned på 7 øre pr. kWh mod elværkets normale pris på 18 øre. Disse betingelser blev faktisk aftalt i juli 1911, men aftalen faldt til jorden, da det viste sig, at elværket ville lide tab på aftalen og at den konsulent, der havde rådet elværket til at acceptere den lave pris, i hemmelighed havde tilbudt at arbejde for englænderne!

### Koncessionen
Koncessionsforhandlingerne startede i september 1910 og trak i langdrag, fordi DSB stillede mange spørgsmål til projektet. I marts 1912 var koncessionen klar, men DSB havde fået indført en begrænsning i elbanens ret til at transportere gods. Det var uakceptabelt for komiteen og de kommuner, der stillede garanti. Sagen kom i Folketinget, som lagde pres på Trafikministeren, og en ny koncession 3. marts 1913 gav elbanen ubegrænset befordringsret på strækningen.

### Dieselelektrisk drift?
I januar 1914 tog ledende danske jernbanefolk til Sverige for at se verdens første dieselelektriske lokomotiv, der var konstrueret af Asea's datterselskab DEVA og havde været i drift i 6 måneder.
Det var stadig uvist, hvor Aarhus-Randers elektriske Jernbane skulle få strømmen fra, så banens bestyrelse måtte i juni samme år også over og se dette lokomotiv, der havde det elektriske lokomotivs fordele, men ikke var afhængigt af et elnet, da det medbragte sit eget lille elværk.
Efter hjemkomsten overvejede bestyrelsen at benytte dieselelektrisk trækkraft i stedet for at anlægge banen som elektrisk. Foreløbige beregninger viste, at det ville være billigere, ikke kun i anlæg, men også i drift. En grundig analyse af muligheden for en dieselelektrisk drevet bane var i fuld gang, da 1. Verdenskrig startede, og prisstigninger og vareknaphed satte hele projektet i stå.

### Projektet stoppes
I september 1916 udløb fristen for at skaffe kapital til baneanlægget, og i marts 1917 udløb koncessionen. Trafikministeren nægtede at forlænge den, for nu ville DSB anlægge en dobbeltsporet statsbane, stort set med elbanens linjeføring direkte mellem Aarhus og Randers. For de involverede kommuner var en statsbane selvfølgelig at foretrække, selvom der var utilfredshed med, at DSB kun ville anlægge 5 stationer.